# Le Poisson-clown
Ne doit pas être confondu avec Poisson-clown.
Le Poisson-clown est une série de bande dessinée policière française écrite par David Chauvel et dessinée par Fred Simon. Elle a été publiée de 1997 à 2001 par Delcourt.
Cette série met en scène « Happy Wimbush, un jeune campagnard plutôt naïf » qui, après être revenu s'occuper de sa ferme familiale, est confronté aux activités troubles de son frère.

## Albums
- Delcourt, coll. « Sang froid » :
  1. Happy, 1997  (ISBN 2840551276).
  2. Christina, 1998  (ISBN 2840552140).
  3. Aidan, 2000  (ISBN 2840553228).
  4. Chas, 2001  (ISBN 2840557002).
- Le Poisson-clown, Delcourt, coll. « Long Métrage », 2014  (ISBN 9782756053011). Édition intégrale.